# パルム (三条市)
| パルムマンションや専門店街が入る「パルム2」（左）、パルムパーキング等が入る「パルム3」（右）（2020年4月） |  | パルムマンションや専門店街が入る「パルム2」（左）、パルムパーキング等が入る「パルム3」（右）（2020年4月） |
| パルムマンションや専門店街が入る「パルム2」（左）、パルムパーキング等が入る「パルム3」（右）（2020年4月） |  | |

パルム（PALM）は、新潟県三条市に所在する複合施設。パルム1・2・3の3棟により構成されていたが、2010年にパルム1が解体されて以降は2棟となっている。市街地再開発事業の名称は昭栄地区第一種市街地再開発事業で、事業期間は1983年度から1987年度。

## 概要
ジャスコ三条昭栄店を核とした「パルム1」、高層住宅を核とした「パルム2」、立体駐車場を核とした「パルム3」の3館体制で1988年にオープンした。多くの商店街が交わる三条市の中心市街地に立地しており、事業は都市計画道路新保裏館線と一体となって行われた。
しかし都市計画道路の整備が遅れたことで、期待されていた嵐南地区への商圏の広がりが実現せず、2001年1月にキーテナントのジャスコが撤退。その後は1階部分に食品スーパーパワーズフジミ、マルイなどが入り、上層階は様々なテナントが入る形となったが、2010年にパルム1の全フロアが閉鎖となった。閉鎖後、パルム1の建物は解体され跡地には第四銀行三条支店・三条東支店などがオープン。パルム1・2を結んでいたペデストリアンデッキは2015年に撤去された。
パルム3の「パルムパーキング」（有料立体駐車場）は一時は運営会社が破産手続きを開始するなどしたが、2020年現在では営業が続けられている。同年現在、パルム2の低層部やパルム3の外周部では店舗等のテナントが入居し営業が行われている。
都市計画道路新保裏館線は、2016年までに三条北バイパスの接続部を除く大部分の区間が開通した。

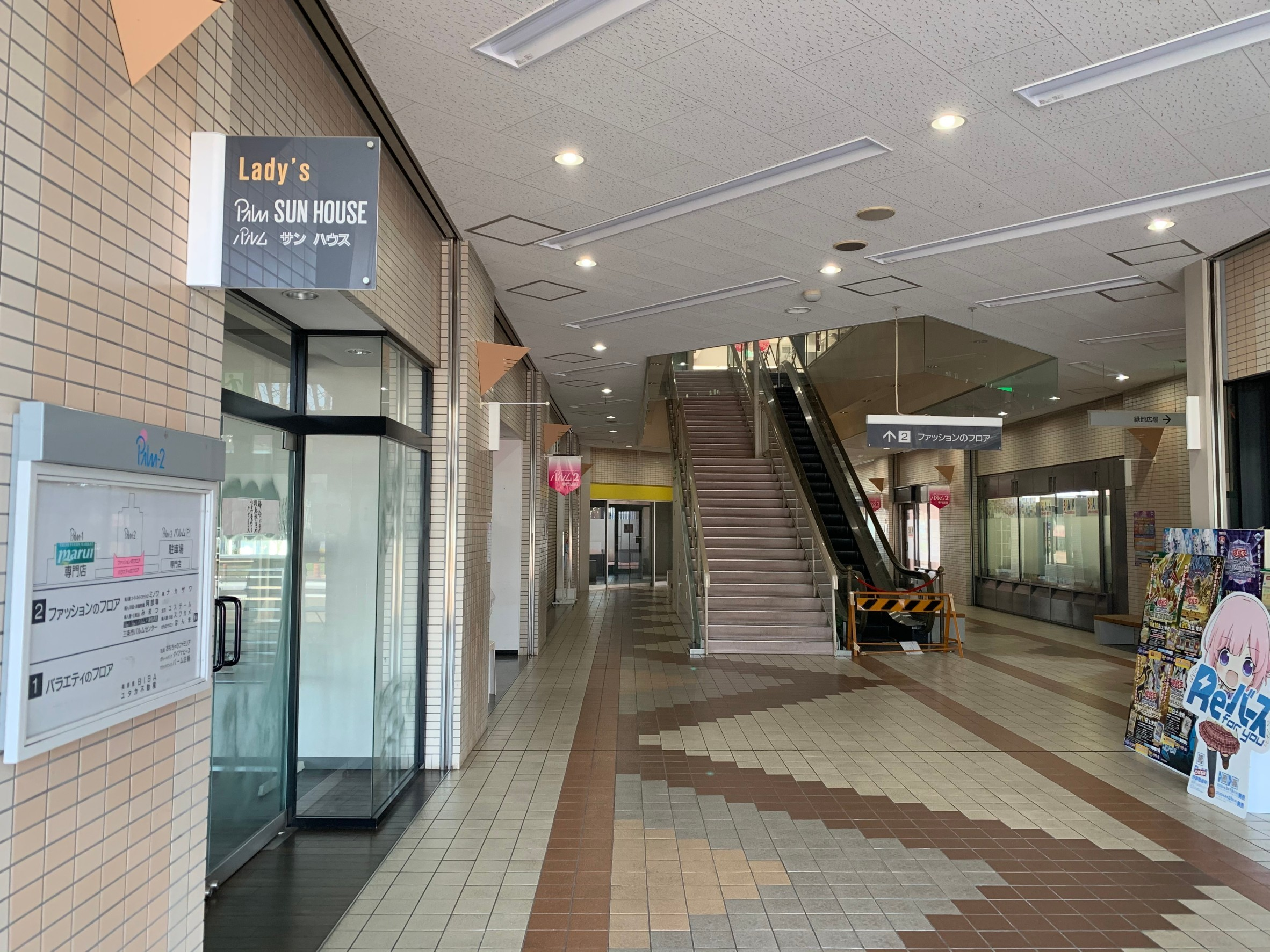
パルム2の1階。解体後もパルム1の案内が残る（2020年4月）
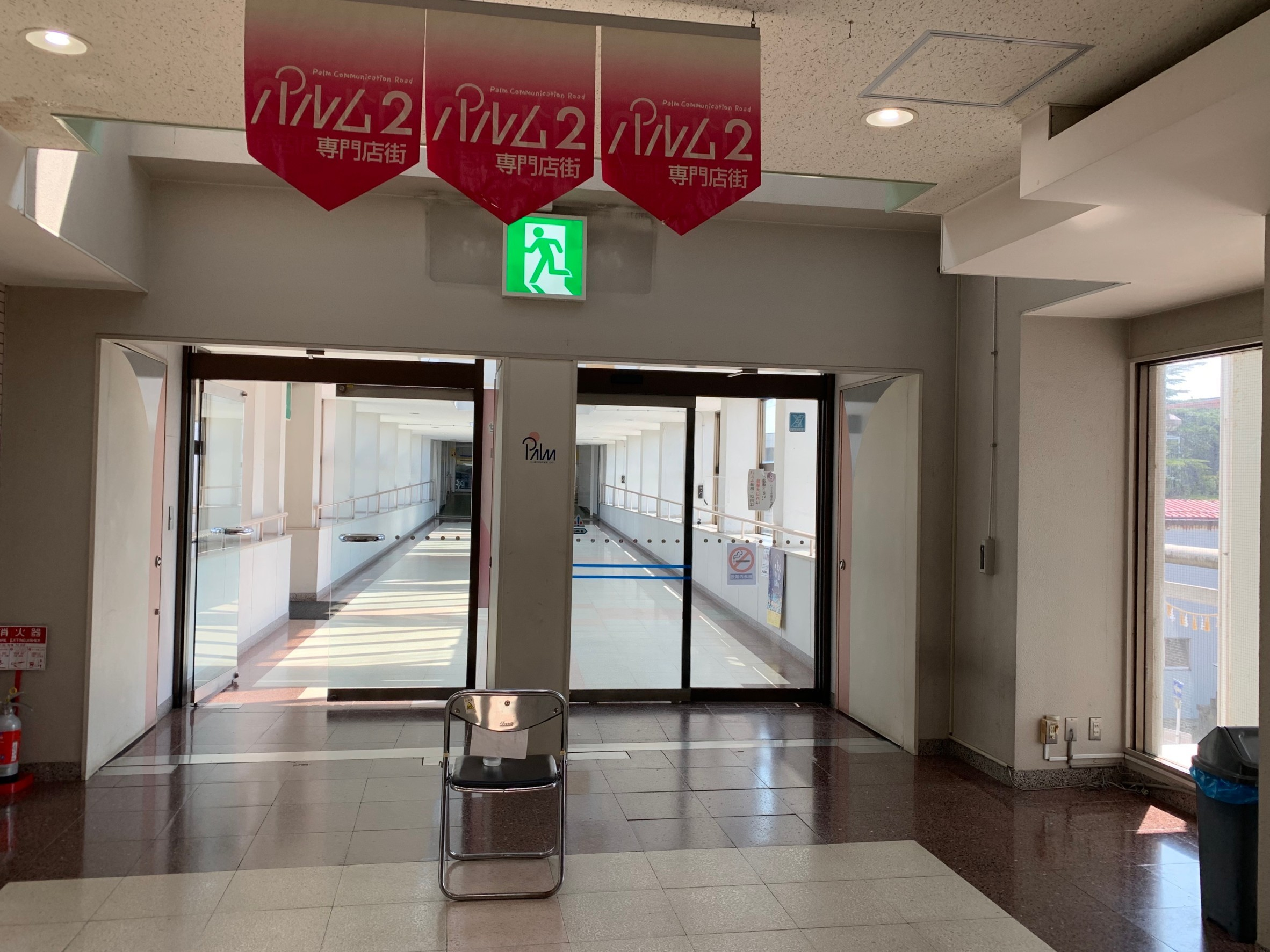
パルム2・3を結ぶ連絡通路（2020年4月）
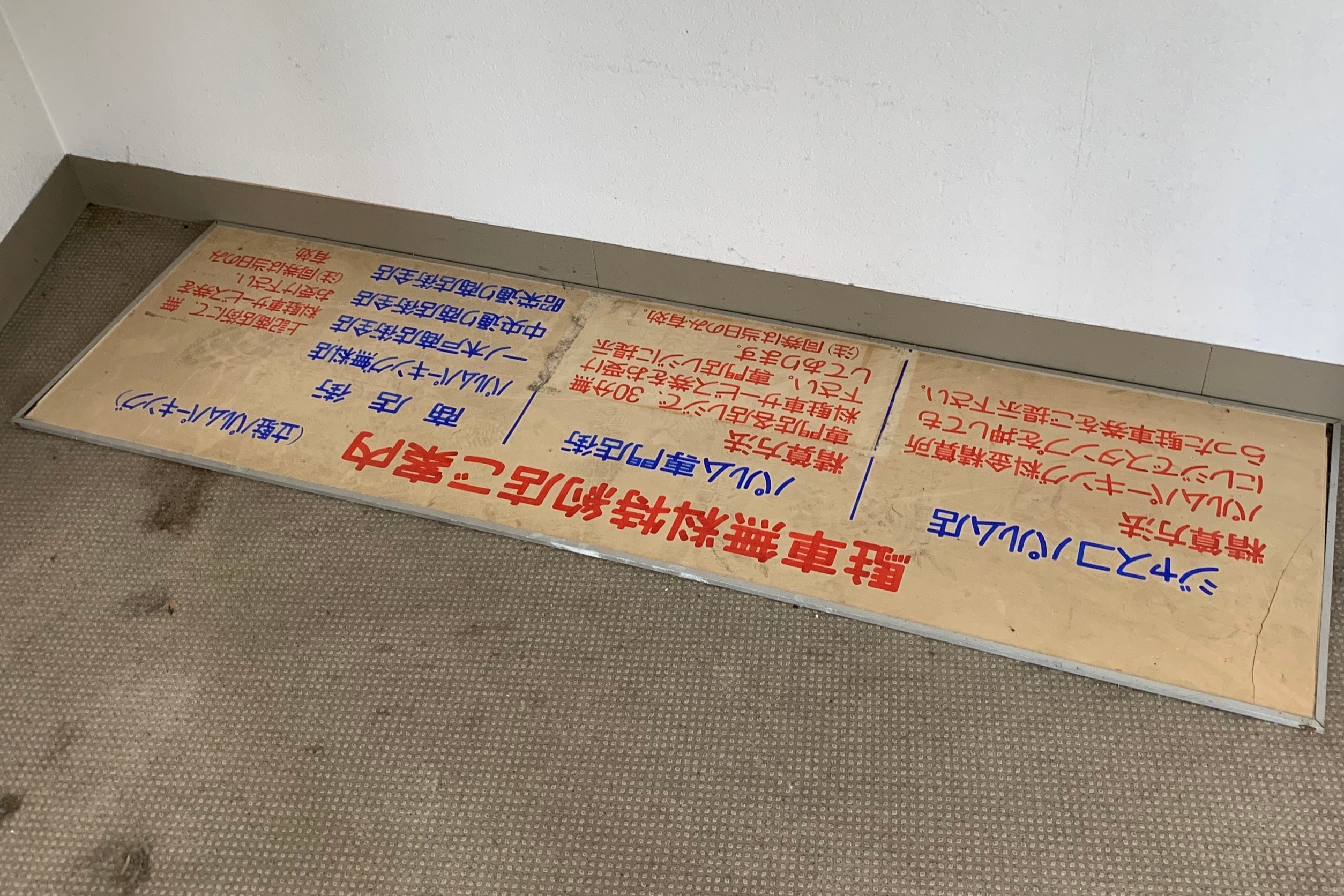
パルム3に置かれた往時の案内板（2020年4月）
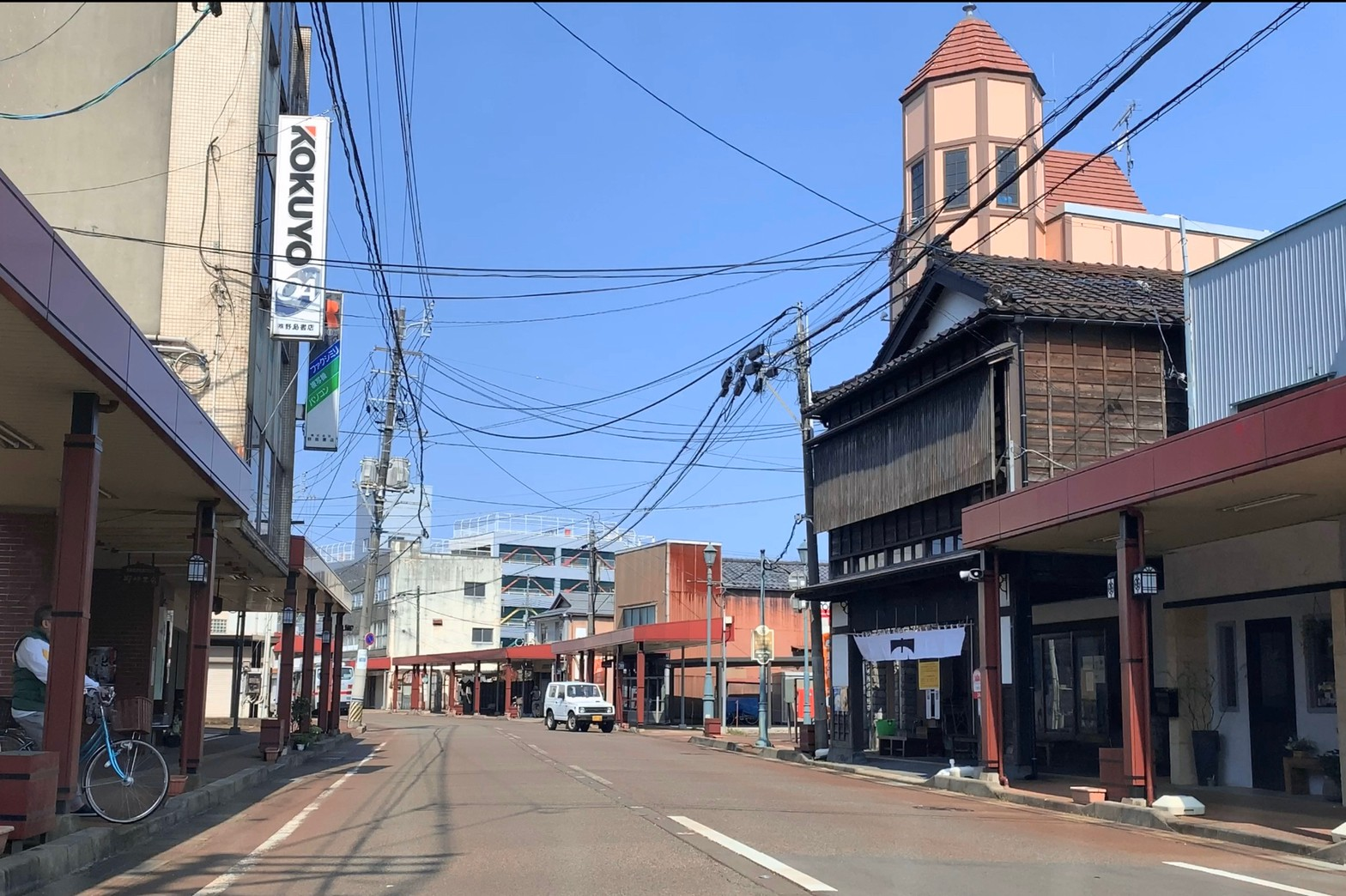
一の木戸商店街（2020年4月）

## 沿革
三条市の滝沢市長（1976年 - 1983年）が五大事業を打ち出し、そのひとつに「南北縦貫道路及び昭栄地区の市街地再開発事業」が含まれた。
昭栄地区は小売店を中心に店舗が集積する地区であり、1970年（昭和45年）には約300 mのオーバーアーケード「昭栄通りプロムナード」が整備されていた。再開発事業はこのアーケード商店街東部の一の木戸商店街に繋がっていた部分で行われ、事業にともなってアーケード商店街は寸断され西側の約100 mのみを残す形となったがこの残された部分も2010年に解体され、市内から全蓋式アーケードは消滅した。

## 交通アクセス
- 越後交通・新潟交通観光バス 「神明町」バス停（県道331号沿い）より徒歩すぐ
- 北三条駅から徒歩約10分
- 東三条駅から徒歩約15分
- 三条駅から徒歩約15分